# سيلفيا داي
سيلفيا داي (بالإنجليزية: Sylvia Day)‏ (و. 1973  م) هي كاتِبة، وروائية، ومدونة أمريكية، ولدت في لوس أنجلس.

## التعليم
تعلمت في Defense Language Institute ‏.